# Британська Кенія
Британська Кенія (англ. Colony and Protectorate of Kenya, Колонія і протекторат Кенія) — складова Британської імперії на території сучасної Кенії.
Утворена через перетворення Британської Східної Африки на Британську коронну колонію в 1920 році. Технічно, "Колонія Кенії", стосувалася тільки внутрішніх теренів. Десятимильна прибережна смуга, нібито була орендована у султанату Занзібар, була Протекторатом Кенія, і офіційно увійшла до складу колонії Кенія в тільки жовтні 1963 року. Проте, обидві адміністративні одиниці управлялися з Момбаси.
У колонії відбувалась сегрегація населення, де Біле нагір'я віддавались під поселення європейців. Населення в 1921 році оцінювалось в 2,376,000 осіб, з яких 9,651 були європейцями, 22,822 індіанцями, і 10,102 арабами.

## Історія
На Берлінській конференції, 1885 було досягнута угода про те, що Британська сфера впливу в Східній Африці буде простягатися від річки Джуба до Німецької Східної Африки.  Формально ця територія належала султанату Занзібар, і Велика Британія в 1888 році отримала прибережну смугу в оренду від султана, а для її розвитку була створена Імперська Британська Східно-Африканська компанія.  Але в 1894 році компанія збанкрутувала, і британський уряд оголосив територію протекторатом з адміністрацією в Момбасі, а управляти територією став Форин-офіс.
У міжвоєнний період почалося зростання самосвідомості африканців. Адвокат Гаррі Туку створив в 1921 році Східноафриканську асоціацію, яка почала відстоювати права африканців.  У 1922 році Туку був заарештований і висланий в Сомалі, але в 1931 році був звільнений і очолив Центральну асоціацію народу кікуйю.
У роки Другої світової війни Кенія стала однією з британських баз в ході Східноафриканської кампанії.  Війна принесла в колонію гроші, а 98.000 осіб пішли в армію.  Результатом стало подальше зростання самосвідомості африканців. У 1942 році був утворений «Кенійський африканський навчальний союз», в 1947 році перетворений на партію Кенійський Африканський Союз, яка боролося за незалежність Кенії. У 1952 році партія була заборонена, але в країні почалося повстання мау-мау.  Конституція 1958 року збільшила представництво африканців в Законодавчій асамблеї, але африканські політичні лідери вимагали проведення в життя принципу «одна людина — один голос». У 1962 році була прийнята нова Конституція, і 12 грудня 1963 колонія була перетворена на королівство Співдружності.
Колонія отримала незалежність наприкінці 1963 року. Після здобуття незалежності, колишня колонія стала відома як Кенія.

## Ресурси Інтернету
- The British Empire – Kenya [Архівовано 15 жовтня 2014 у Wayback Machine.]